# Ruine Aegerten
Die Ruine Aegerten ist eine abgegangene mittelalterliche Höhenburg aus dem 13. Jahrhundert und befindet sich auf dem Gurten bei Bern in der Schweizer Gemeinde Köniz im Kanton Bern.

## Geschichte
Die Ruine Aegerten zeigt die letzten sichtbaren Spuren der Burg, die ursprünglich der Sitz der Familie Egerdon war. Die Ritter von Egerdon (auch Egerten, Ägerten), waren 1214 erstmals genannte Ministerialen der Grafen von Neuenburg und um 1250 bis 1320 eines der führenden Geschlechter Berns.  Im 13. Jahrhundert waren mehrere ihrer Angehörigen Schultheiss und im Rat der Stadt Bern vertreten. Der Sohn von Burkhard I., Burkhard II. wird 1250 erstmals erwähnt. Er war 1255 bis 1257 Berner Schultheiss und vergab 1270 den Kirchensatz von Krauchthal an die Johanniterkommende Münchenbuchsee. Der Ratsherr Heinrich von Egerten wurde 1271 Besitzer eines steinernen Hauses, eines sogenannten Hofes, an der Berner «Herren-von-Egerten-Gasse», deren Name später auf Herrengasse verkürzt wurde. 1276 und 1277 überliessen Ulrich und Peter, Söhne des Johannes von Egerdon (Aegerten) sel., einige Güter und Reichslehen dem Haus Köniz. 1294 war Ulrich von Egerdon Sechzehner und 1303 Ratsherr. Peter von Egerdon war 1322 bis 1323 Schultheiss und 1327 Ratsherr. Nach seinem Tod 1335 erlosch das Geschlecht im Mannesstamm.
Die Familie Egerdon förderte das Frauenkloster «Kappelen im Forst», das heutige Kloster Frauenkappelen, und die Deutschordenskomturei in Köniz sowie die Johanniter in Münchenbuchsee. Agnes von Egerdon ist 1345 bis 1360 als Priorin des Augustinerinnenklosters Kappelen im Forst verzeichnet.

### Ende der Burg
Die damals noch minderjährigen Brüder Werner und Peter, Söhne des Junkers Burkard III. von Egerdon, verkauften 1312 ihre ererbte Burg und den Besitz, der vom Gurten und Köniz bis zum Forst reichte, für 600 Pfund bernischer Währung an einen Bruder Engelhard vom Deutschritterorden in Köniz, samt allen Reichslehen, Kirchensätzen und den damit verbundenen Rechten, im Beisein von Zeugen und mit Bewilligung ihrer Mutter, Elisabeth von Bremgarten. Die neuen Herren, die Ordensritter, liessen die Burg eingehen und verkauften sie 1356 zur Deckung ihrer Schulden an die Klosterschwester Ita Bernerin. Diese hatte allerdings bereits 1346 die Ordenshäuser Bern und Köniz als Erben ihres reichen Vermögens eingesetzt und behielt den Hof auf Lebenszeit gegen ein Huhn als Jahreszins. Die Burg war ab 1312 vermutlich nicht mehr bewohnt. An das Geschlecht Aegerten erinnert in Bern nur noch die Aegertenstrasse im Kirchenfeld, die in ihrem Verlauf in Richtung der Ruine auf dem Gurten weist.

## Lage und Beschreibung

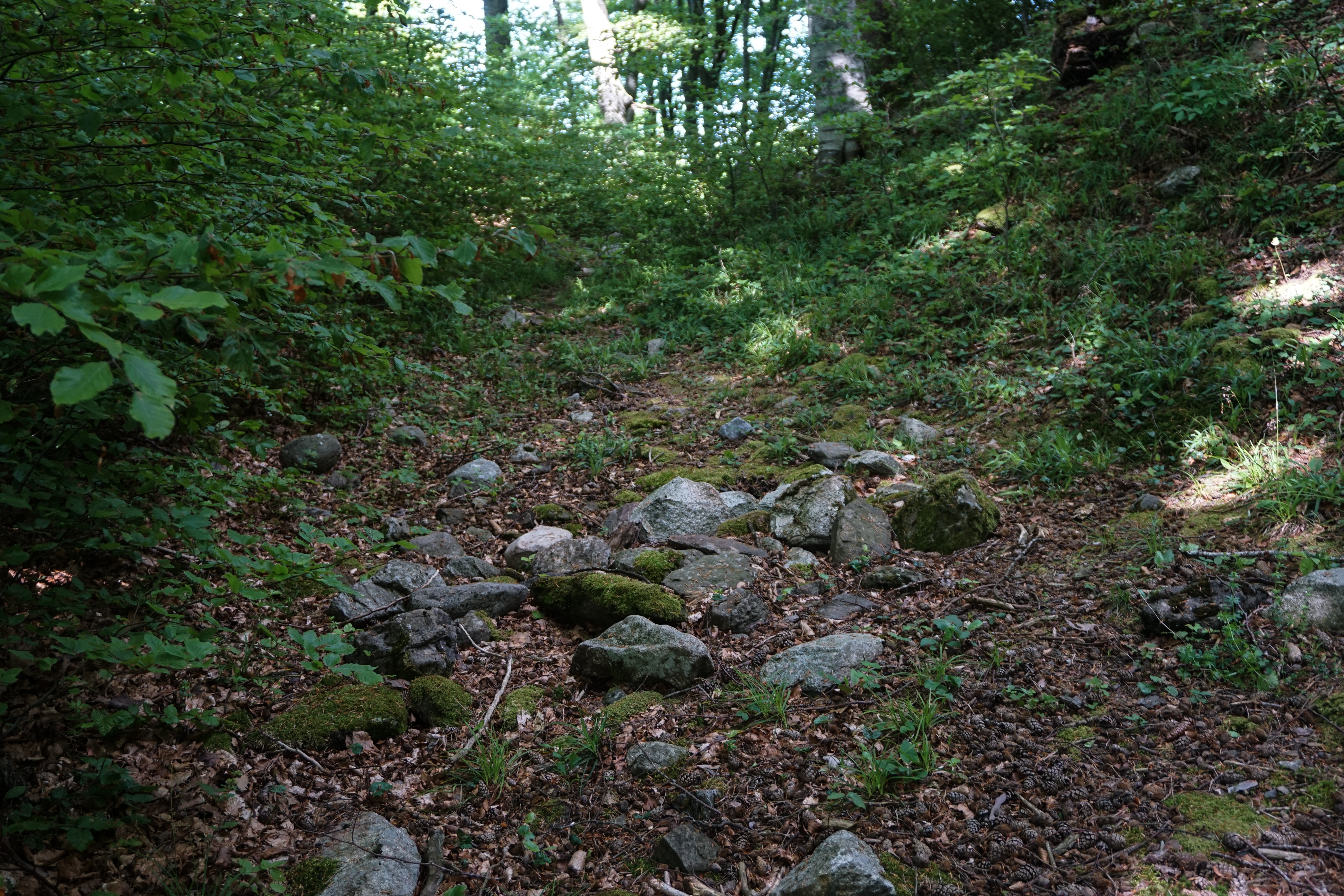
Ruine Aegerten, Halsgraben

Die Ruine Aegerten liegt südlich des Ostsignals am Gurten auf einem dicht bewaldeten Hügel beim Gurtendörfli. Es sind nur noch die Wälle und Burggräben um den Turmhügel zu sehen. Gesteinsbrocken und wenig Geröll von den ehemaligen Mauern liegt noch in den Gräben. Der Weg zur Ruine ist nicht ausgeschildert, man erreicht die Kuppe des Hügels jedoch über einen Waldpfad aus Richtung Südosten.

## Anekdote aus alter Zeit
1420 schrieb Konrad Justinger im Auftrag des Berner Rats eine Chronik. Daraus entstand 1470 die bebilderte Tschachtlanchronik und 1483 die Berner- und Spiezerchronik. Darin berichtet Diebold Schilling Von manlicher getat der burgender von egerden, von stretlingen, von ringenberg, wie ein Ritter von Egerden von einem böhmischen König zum Streit gegen Frankreich gerufen wurde und wie er sich mit Schalk gewappnet zu Ross und Geldes genug verhalf: Darnach fügte sich, daz ein küng von behem ze strite faren solte gan frankenrich wider den küng von frankenrich; do sante der küng von behem nach dem von egerden, daz er des strites houptman werden solte von siner manheit wegen. Der von egerden lies den botten in dem sinne, er wolte morndes mit im riten; nu waz er nit vast riche und sas mornendes fru uf die mure ze egerden und huw mit den sporen in die mure; des künges botte markte balde, daz  er nit ze riten hat und kerte heim und brachte die sache für den küng. Zestunde sante im der küng ros und geltes genug. Also kam er zu dem küng und muste des strittes anleiter und houptman werden; und do er den strit geordnet hat und zu den vigenden kam und er mit sinem harst den ersten inbruch zu  den vigenden tun wolt, do zitret im der fuz im stegreiff; do sprachen etlich da hinten im huften und triben ir gespötte: also der küng muss in frömde land senden umb einen houptmann; sechent an, wie er im vorchtet, wie im der fuz zitret in dem stegreiff. Daz hort der von egerden und sprach: da weis min  fus, daz er nit fliechen wil; du förchtest dir nit, won du wirst hüt ein fliechender böswicht; und daz beschach ouch. Aber der von egerden behub sinem herren den stritte mit manheit und wisheit 1871 erschien eine Abschrift von G. Studer mit diesem Vorfall in lesbarer Form.

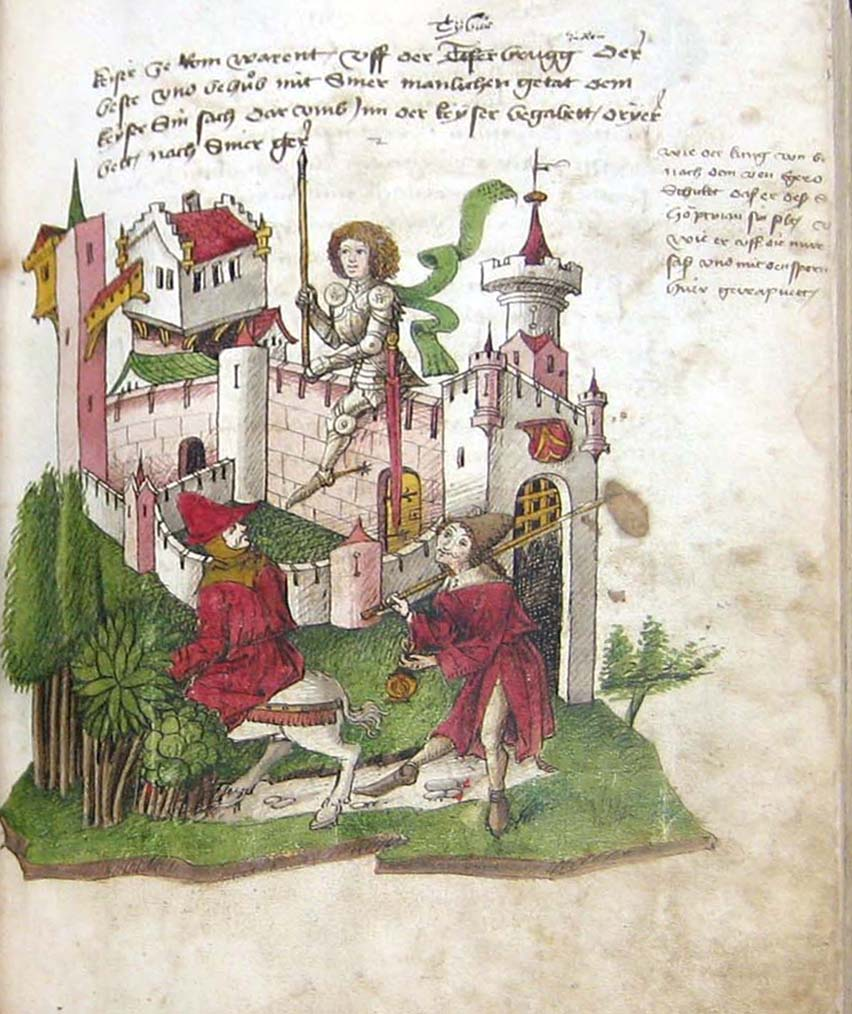
Aus der Tschachtlanchronik
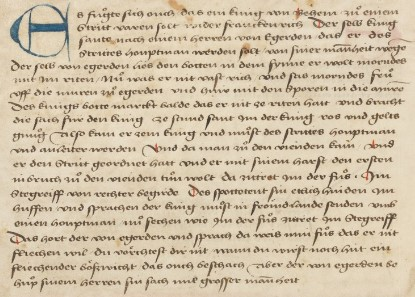
Aus der Berner Chronik
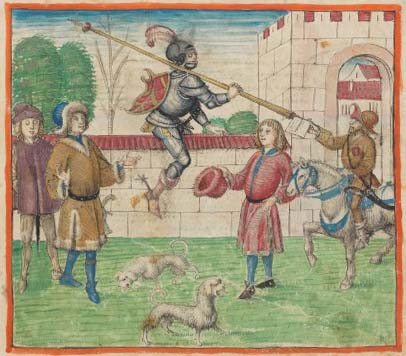
Aus der Berner Chronik
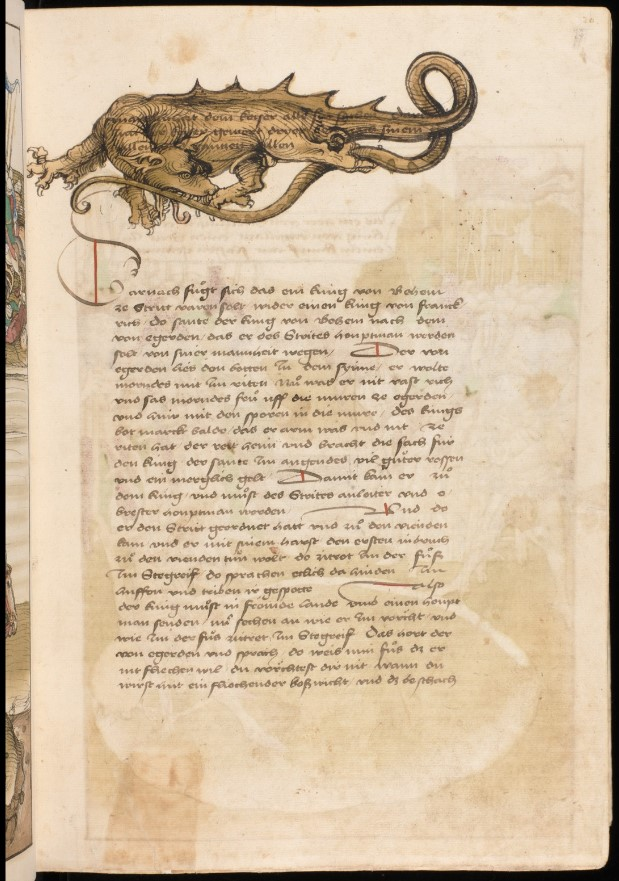
Aus der Spiezer Chronik
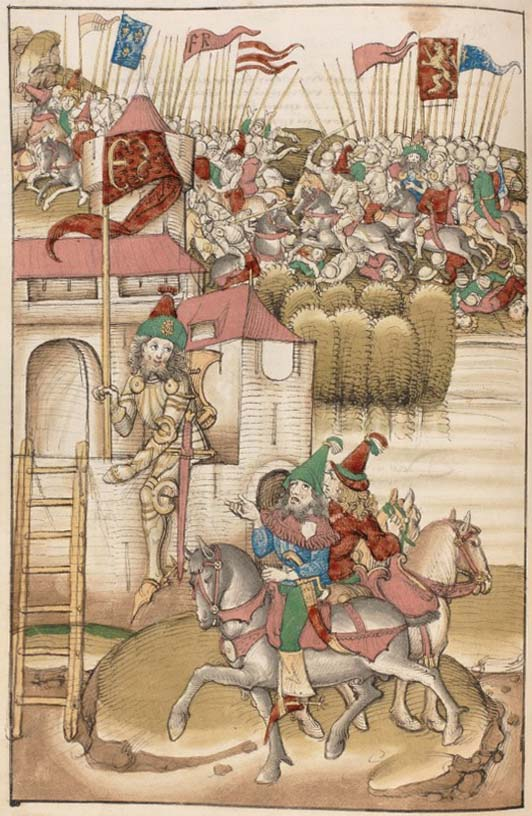
Aus der Spiezer Chronik